# 田坂るり
田坂 るり（たさか るり、1966年8月19日 -）は、元広島テレビ放送(HTV)のアナウンサー。

## 来歴・人物
身長161cm。地元広島市中区出身。広島女学院中学校・高等学校を経て広島大学総合科学部卒業後、HTV入社。広島女学院高校時代はフォークソング部の部長を務めていた。HTVでの同期は児玉勝司アナウンサー。退社時点においてHTVのアナウンサーは全員が平成時代入社のため、児玉アナとともに最も長く勤めたアナウンサーであった。
『ズームイン!!朝!』で脇田義信に育てられ、その脇田にスカウトされる形で1993年から15年間『進め!スポーツ元気丸』のキャスターを務めた。熱狂的なカープファンであり、取材のために上京して試合を観戦することもしばしばある。また、広島のスポーツ情報誌「月刊アスリート」にもコラムを寄稿している。
2008年3月限りで『ズームイン!!SUPER』、『進め!スポーツ元気丸』を降板した。
2008年4月3日、広島市民球場で行われたカープ対タイガースの試合終了後に異例の「田坂るりアナウンサー 引退セレモニー」と称し、ブラウン監督、山本浩二前監督、倉義和選手会長から花束が贈呈され、カープナインとの記念撮影の後、胴上げも行われた。このセレモニーはカープ球団の方から提案されたという。当日はHTVが試合を中継しており、カープは地元開幕戦2試合は阪神に負け越していたが、この日はようやくシーズン初白星を挙げた。
2008年5月31日、19年2か月間勤務していた広島テレビ放送を退職した。

## HTV時代の担当番組
- ズームイン!!朝!・ズームイン!!SUPER 広島担当キャスター
入社2年を経て1991年4月から『ズームイン!!朝!』に起用されて以来、2008年3月まで担当した。
- 進め!スポーツ元気丸 （1993年4月 - 2008年3月30日）